# 武汉设计工程学院
武汉设计工程学院，原名华中农业大学楚天学院，是由武汉冈部投资有限公司出资成立，中华人民共和国教育部批准成立的民办全日制普通本科高等学校。成立于2006年，位于武汉市江夏区藏龙岛杨桥湖大道1号。该校下设有食品与生物科技学院、成龙影视传媒学院、时尚设计学院、信息工程学院、文化创意管理学院（原名商学院）、亚心护理学院、环境设计学院。
学校成立于2004年，历经湖北美术学院艺术设计学院和华中农业大学楚天学院两个发展阶段，2015年经教育部批准更名为武汉设计工程学院。
截至2022年6月，学校占地面积753.05亩，总建筑面积超过23万平方米，教学科研仪器设备总价值超过5300余万元，另有红安校区约500亩正在开发建设中；设有9个学院和1个教学部，开设36个本科专业和11个专科专业；有全日制本（专）科生10200余人，专任教师427人。
据2024年5月学校官网数据，学校拥有武汉、红安2个校区，校园占地面积47.27万平方米；教学科研仪器设备总值7101.46万元，馆藏纸质图书102.51万册；下设9个二级学院和1个教学部，开设29个本科专业；自有专任教师465人，在校生10875人。
该校图书馆耗资五千万，西方哥特宫殿式风格，引起关于图书馆是否需要豪华设计的争议。

## 办校历史
2004年春，经湖北省教育厅批准，程凡出资与湖北美术学院合作举办独立学院湖北美术学院艺术设计学院。 
2006年4月，经教育部批准设立，以普通本科教育为主体，由华中农业大学与武汉冈部投资有限公司合作举办独立学院华中农业大学楚天学院。
2014年，学校申请转设为民办普通高校，经湖北省人民政府申报，中华人民共和国教育部专家组来学校进行评估。 
2015年3月19日，中华人民共和国教育部同意华中农业大学楚天学院转设为武汉设计工程学院，同时撤销华中农业大学楚天学院的建制。 
2016年，学校获批参照独立设置的本科艺术院校进行招生。 
2017年3月，学校与湖北工业大学正式启动专业学位硕士联合培养项目，开展艺术硕士研究生联合培养工作。
2020年12月30日，学校红安新校区奠基仪式在红安县举行。 
2021年1月15日，《武汉设计工程学院红安校区工程可行性研究报告》经红安县经济开发区管委会组织专家评审，顺利通过评估；   12月9日，学校“蕲春乡村振兴研究院”揭牌。 